# Pierre Fournier des Corats
Pour les articles homonymes, voir Pierre Fournier et Fournier.
Pierre Fournier des Corats, né à Moulins (Allier) le 17 février 1884 et mort à Saint-Pourçain-sur-Sioule (Allier) le 27 novembre 1953, est un sculpteur français.

## Biographie
Pierre Fournier des Corats est issu d'une vieille famille du sud du Bourbonnais. Son père était lui-même artiste et professeur de dessin à Moulins.
Il fut élève de Jean Coulon, autre sculpteur d'origine bourbonnaise, aux Beaux-Arts de Paris. Il exposa de 1910 à 1940 au Salon des artistes français.
Il s'était installé à Paris, où son atelier se trouvait Villa Brune, dans le 14e arrondissement, tout en restant très attaché à sa région natale, pour laquelle il a souvent travaillé.
Après la Première Guerre mondiale, il fait partie de la « Commission d'examen des monuments commémoratifs aux morts pour la France » pour le département de l'Allier et sculpte lui-même un certain nombre de monuments.
Il est inhumé au cimetière de Moulins (Allier).

## Œuvres

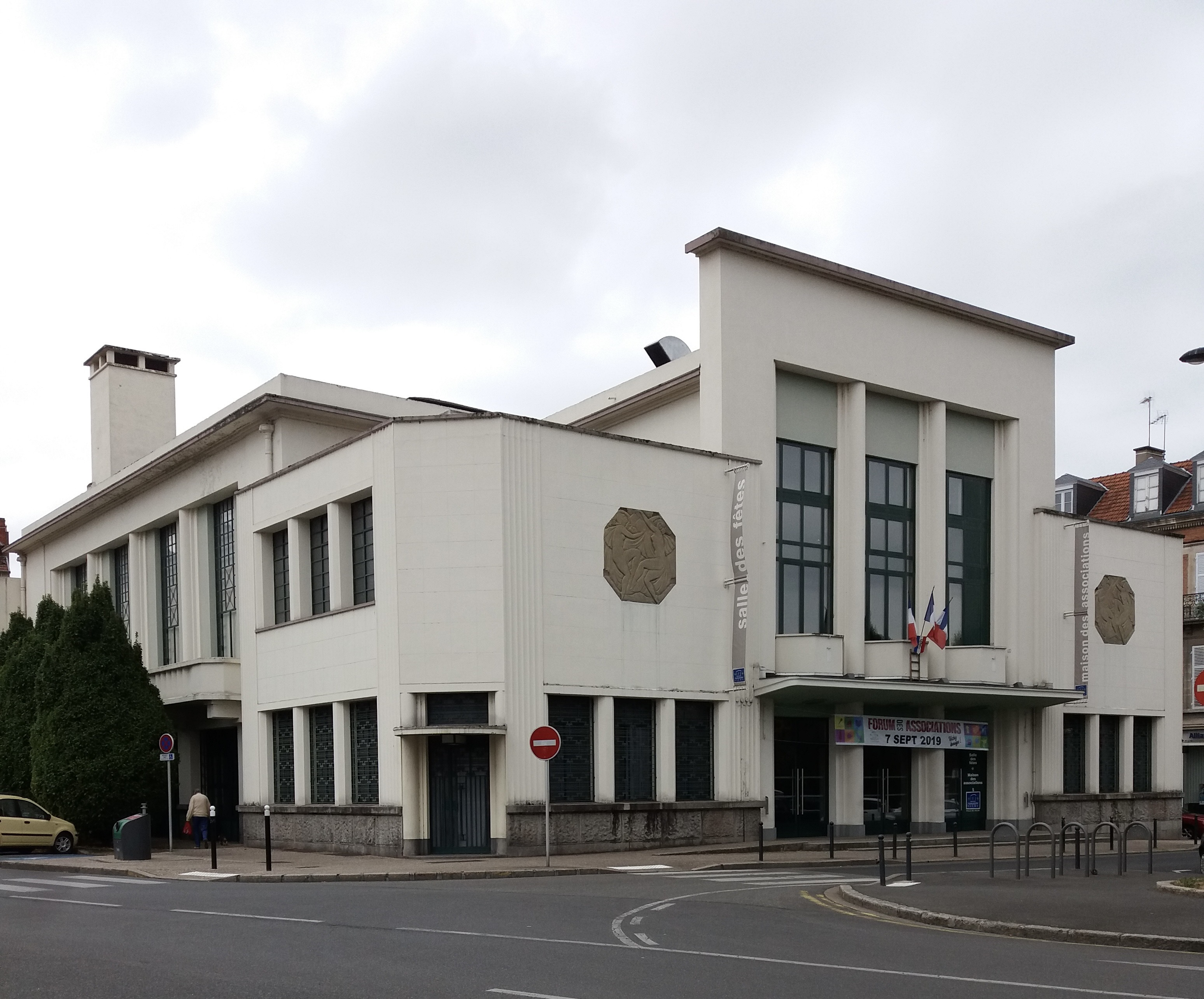
Les deux motifs de Pierre Fournier des Corats de chaque côté de la façade de la salle des fêtes de Vichy.

- Fontaine de l'agriculture, autrefois située place d'Allier, maintenant installée place de la Liberté à Moulins ; elle rappelle les "saccarauds", qui étaient d'anciens maraîchers (1908).
- Poilu, bronze pour le monument aux morts de Dompierre-sur-Besbre dans l'Allier (1920).
- Monuments aux morts de Billy (1921) et Saint-Ennemond (1921) représentant une Victoire
- La Fin de la danse, bronze pour le square Jean-Jaurès, devenu square Émile-Lechten, à Belfort (1929) ; plusieurs éléments constituant le jardin, y compris cette statue, ont été classés monument historique en 1992.
- Vierge couronnant l'église Sainte-Jeanne-d'Arc de Vichy (1929).
- Sculptures pour le monastère de la Nativité à Sens (1933).
- La Musique et la danse, pour l'hôtel-de-ville de Moulins (1935).
- Motifs décoratifs de la façade de la salle des fêtes (style art déco) de Vichy (1935).
- Marianne pour la façade de l'(ancien) hôtel-de-ville du Grand-Quevilly, en Seine-Maritime (1937).
- Buste en bronze du compositeur André Messager dans les jardins Wilson de la ville de Montluçon (1953).

Pierre Fournier des Corats a également sculpté de nombreux bustes, mais ne s'est pas cantonné à la sculpture : il a réalisé, par exemple, des pièces d'orfèvrerie dans le style art déco, ainsi que des estampes en monotype.

## Récompenses
- Mention honorable au Salon des artistes français de 1910.
- Prix d'encouragement spécial au Salon des artistes français de 1914.
- Médaille de bronze au Salon des artistes français de 1928.
- Médaille d'argent au Salon des artistes français de 1929.
- Prix de l'Yser en 1931.
- Médaille d'or au Salon des artistes français de 1933.

## Distinctions
Pierre Fournier des Corats est nommé chevalier de l'ordre national de la Légion d'honneur au titre du ministère de l'Éducation nationale (décret du 14 juillet 1934).